# 墨滴会
墨滴会（ぼくてきかい）は、播磨の老舗書道研究団体。初代会長廣津雲仙が1954年（昭和29年）に競書雑誌「墨滴」を刊行したのを機会に設立した。会員は、関西と九州全土を中心とし全国に広がり、日展、読売書法展、日本書芸院展で活動する。会は、廣津雲仙の書作理念を反映して、最初は師風を学ぶが、次第に時代の風潮を反映した古典を加え、一人一様の書風を探究する。

## 物故作家
- 辻本史邑（名誉会長）
- 廣津雲仙（初代会長）
- 廣津岱雲（二代目会長）
- 栗原瑞雲（西日本展総局長）
- 林田芳園（理事長）
- 太根啓山（顧問）
- 伊藤天游（顧問）
- 国川喜祥（参事）
- 辰巳敬山（参事）

## 主要作家
- 毛利柳村（顧問）
- 伊藤仙游（理事長）
- 柿本求峰（副理事長）
- 小林逸光（副理事長）
- 村上物外
- 山根玉峰（参事）
- 小倉国幹（参事）
- 青木幽碩（企画委員）
- 井上嘯風（企画委員）
- 石川澄水（企画委員）
- 吉原香蓮（企画委員）
- 奥村翔鴻（企画委員）
- 小倉窓筧（企画委員）
- 細田先山（企画委員）
- 福田浪舟（企画委員）

## 若手作家
- 浅野有衣（2008年全日本高校・大学生書道展大賞受賞者）
- 長安蘭銑（2008年全日本高校・大学生書道展大賞受賞者）
- 鳥本喜敬（2009年全日本高校・大学生書道展大賞受賞者）
- 大西佑佳（2012年全日本高校・大学生書道展大賞受賞者）